# Juliet, Naked
Juliet, Naked ist ein Roman des britischen Autors Nick Hornby, der im September 2009 bei Riverhead Books erschien. Die deutsche Übersetzung kam im selben Jahr bei Kiepenheuer & Witsch heraus.

## Überblick
Der etwa im Jahr 2008 spielende Roman erzählt von einem Rockstar namens Tucker Crowe, der vor rund zwanzig Jahren aus dem öffentlichen Leben ausgestiegen ist, und von seinem vermutlich größten Fan (→ Fandom), dem Crowe-Verehrer Duncan, außerdem von dessen Lebensgefährtin Annie. Sie alle sind unzufrieden mit ihrer jeweiligen Lebenssituation.

## Handlung
Annie und Duncan leben im verschlafenen britischen Küstenstädtchen Gooleness und führen seit 15 Jahren eine leidenschaftslose Beziehung. Duncan gehört einer Internet-Community von glühenden Crowe-Anhängern an, die sich selbst als Crowologen bezeichnen. Annie, die sich mit seinem Spleen weitgehend abgefunden hat, arbeitet in einem Heimatmuseum und hegt einen verzweifelten Kinderwunsch. Als überraschend nach zwanzig Jahren Pause ein neues Album Crowes mit dem Titel Juliet, Naked veröffentlicht wird, das hauptsächlich aus Rohfassungen der Songs auf Juliet, dem Album, das Crowe seinerzeit berühmt machte, besteht, gehen ihre Meinungen denkbar weit auseinander. Während Duncan es als geniales Konzentrat Juliets ansieht, geht nach Annies Ansicht ein Großteil der Aussage verloren. Als Duncan eine begeisterte Rezension ins Netz stellt, in der er das Album über die Maßen lobt, zieht Annie nach und veröffentlicht ihre Meinung. Als Tucker Crowe auf der anderen Seite des Atlantiks die Besprechung liest, fühlt er sich zum ersten Mal verstanden und kontaktiert Annie.
Zuerst mag Annie nicht so recht glauben, dass tatsächlich Tucker Crowe, der immerhin durch Duncan seit 15 Jahren ein Thema für sie ist, ihr schreibt. Aber schließlich antwortet sie ihm. Wie sich herausstellt, ist Crowes Leben entgegen allen Fan-Theorien eher durchschnittlich. Er lebt mit seinem sechsjährigen Sohn Jackson und seiner dritten Ehefrau auf einer Farm in Pennsylvania. Mit drei anderen Frauen, bei denen er nach dem Ende seiner Musikerkarriere Trost zu finden hoffte, hat er weitere vier Kinder, zu denen er allerdings keine gute Beziehung hat. Als diese Ehe auch in die Brüche geht, entschließt er sich, seine erwachsene Tochter Lizzie, die eine Fehlgeburt hatte, mit Jackson in London zu besuchen. Er plant auch, sich bei dieser Gelegenheit mit Annie zu treffen.
Annie hat sich inzwischen von Duncan getrennt, nachdem er mit einer Kollegin fremdgegangen war. Tucker bekommt einen Herzinfarkt. Aus diesem Anlass beschließen Lizzie und ihre Mutter Natalie, alle seine Kinder zu versammeln. Tucker, dem das alles gar nicht recht ist, bittet Annie, mit der er sich inzwischen getroffen hat, ihn mit nach Gooleness zu nehmen. Dort bringt Annie Tucker dazu, sich mit seinem Werk und seiner Beziehung zu seiner Patchworkfamilie auseinanderzusetzen. Als sie am Strand spazieren gehen, treffen sie Duncan. Als sich Tucker ihm vorstellt, glaubt ihm Duncan nicht. Im Nachhinein wird ihm allerdings klar, dass er tatsächlich sein Idol getroffen hat. Er kommt zum Tee bei Annie und Tucker vorbei und entschuldigt sich für sein Verhalten. Später, auf der Eröffnung einer Ausstellung im Heimatmuseum, gesteht Annie, nachdem eine ältere Dame ihr erzählt hatte, dass sie bereue, nie ein wirkliches Risiko eingegangen zu sein, Tucker ihre schon seit einiger Zeit bestehenden Gefühle und fragt ihn, ob er mit ihr schlafen würde.
Als sie wieder zuhause sind und Tucker Jackson zu Bett gebracht hat, recherchieren sie im Internet eventuelle Risiken einer Erektion nach Tuckers Herzinfarkt. Dabei küssen sie sich zum ersten Mal. In dieser Nacht schlafen sie miteinander. Annie täuscht allerdings nur vor, Verhütungsmittel zu verwenden, da sie sich verzweifelt ein Kind wünscht. Zwei Tage später fliegen Tucker und Jackson zurück in die USA.
Ob Annie später nach Amerika fliegt, wird offen gelassen, ebenso, ob Annie schwanger ist. Tucker gibt ein neues Album heraus.

## Stil
Wie bereits in seinen frühen Werken beschreibt Hornby die Auswirkungen extremen Fantums. Anders als in seinen vorher erschienenen Werken Fever Pitch und High Fidelity stehen die Protagonisten nicht mehr vor der Schwierigkeit, erwachsen zu werden, sondern vor dem Eingeständnis, längst am Erwachsensein gescheitert zu sein.
Hornby beschreibt zudem die Veränderungen des Fantums im Zeitalter des Internets. Wichtiges Stilmittel des Romans sind beispielsweise die beiden – sich im Roman über mehrere Seiten erstreckenden – fiktiven Wikipedia-Einträge zu Tucker Crowe selbst und zu seinem letzten musikalischen Werk „Juliet“ sowie längere Passagen, in denen die Protagonisten per E-Mail kommunizieren.

## Verfilmung
2018 erschien eine Verfilmung des Romans unter der Regie von Jesse Peretz, produziert von Judd Apatow und mit Rose Byrne (Annie), Ethan Hawke (Tucker) und Chris O’Dowd (Duncan) in den Hauptrollen.

## Rezensionen
- Janet Maslin: Idol, Unplugged; Idolator, Unmoored. In: The New York Times, 27. September 2009.
- Thomas Winkler: Fast „High Fidelity 2.0“. In: taz, 12. September 2009.
- Uwe Wittstock: Nick Hornby belebt einen alten Rocker wieder. In: Die Welt, 6. September 2009.